# Mario Parente
Mario Parente (Roma, 16 marzo 1958) è un generale, prefetto e agente segreto italiano, direttore dell'AISI dal 2016 al 2024.

## Biografia
Già allievo della Scuola Militare Nunziatella e dell'Accademia Militare di Modena, è divenuto ufficiale dei Carabinieri e nel 1980 inviato in servizio a Genova.
Dopo essere stato a Bologna, Palermo e Roma, nel 1991 entra nei neonati ROS dei Carabinieri e lì continua a svolgere la carriera, divenendone vice comandante nel 2002. Generale di brigata, diviene nel luglio 2012 comandante del Raggruppamento operativo speciale (ROS) e promosso generale di divisione.
Nel maggio 2015 è nominato vicedirettore dell'Agenzia informazioni e sicurezza interna (AISI). Il 29 aprile 2016 il Consiglio dei Ministri lo nomina direttore dell'AISI. Assume la carica il 16 giugno, succedendo al generale dell'Arma Arturo Esposito. Il 5 settembre 2016 riceve la qualifica di prefetto. Il 15 giugno 2018 è confermato dal governo Conte I alla guida dell'Agenzia per un biennio. Il 12 maggio 2021 è nuovamente prorogato nell'incarico dal governo Draghi per un mandato di due anni.
Resta alla guida del servizio per otto anni, fino al 19 aprile 2024.